# Abdullah Al-Hussini
Abdullah Salim Saif Al-Hussini (ar. عبدالله سالم سيف الحسيني; ur. w 1942) – omański strzelec, olimpijczyk. 
Brał udział w igrzyskach olimpijskich w 1984 (Los Angeles). Wystartował tylko w konkurencji pistoletu szybkostrzelnego z odl. 25 m, w której zajął 45. miejsce. 

## Wyniki olimpijskie
| Igrzyska | Konkurencja                   | Wynik                 | Miejsce    | Źródło |
| -------- | ----------------------------- | --------------------- | ---------- | ------ |
| IO 1984  | Pistolet szybkostrzelny, 25 m | 561 punktów (281-280) | 45 (na 55) | [ 1 ]  |